# The Rugby Championship 2023
The Rugby Championship 2023 war die elfte Ausgabe des jährlich stattfindenden Rugby-Union-Turniers The Rugby Championship. Einschließlich des seit 1996 bestehenden Vorgängerwettbewerbs Tri Nations handelte es sich um die 28. Ausgabe. An drei Wochenenden zwischen dem 8. Juli und dem 29. Juli 2023 wurde der Turniersieger in sechs Spielen ermittelt. Teilnehmer waren die Nationalmannschaften von Argentinien, Australien, Neuseeland und Südafrika. Jedes der vier Teams spielte je einmal gegen die anderen drei Teams. Das Turnier dauerte nur halb so lange wie üblich, damit die Teams mehr Zeit für die Vorbereitung auf die Weltmeisterschaft 2023 in Frankreich hatten. 
Den Titel gewann Neuseeland. Damit verteidigte man den Bledisloe Cup und den Freedom Cup, während Südafrika sich die Mandela Challenge Plate und Argentinien die Puma Trophy sicherte.

## Tabelle
|    | Land        | Spiele | Siege | Unent. | Ndlg. | Spiel- punkte | Diff. | Bonus- punkte | Tabellen- punkte |
| -- | ----------- | ------ | ----- | ------ | ----- | ------------- | ----- | ------------- | ---------------- |
| 1. | Neuseeland  | 3      | 3     | 0      | 0     | 114:39        | + 75  | 2             | 14               |
| 2. | Südafrika   | 3      | 2     | 0      | 1     | 85:68         | + 17  | 1             | 9                |
| 3. | Argentinien | 3      | 1     | 0      | 2     | 67:94         | − 27  | 1             | 5                |
| 4. | Australien  | 3      | 0     | 0      | 3     | 50:115        | − 65  | 1             | 1                |

## Spiele und Ergebnisse

### Erste Runde
| 8. Juli 2023 17:05 SAST (UTC+2) | Südafrika | 43 : 12        | Australien                                                               | Loftus Versfeld Stadium, Pretoria Zuschauer: 50.089 Schiedsrichter: Ben O’Keeffe (Neuseeland) |
| 8. Juli 2023 17:05 SAST (UTC+2) | Versuche: Arendse (3) 15. erh., 29. erh., 50. n.erh. Strafversuch (2) 53., 68. du Toit 74. erh. Erhöhungen: Libbok (3/4) Straftritte: Libbok (1/2) 13. | (17:5) Bericht | Versuche: Koroibete 7. n.erh. Gordon 80.+1 erh. Erhöhungen: Gordon (1/1) | Loftus Versfeld Stadium, Pretoria Zuschauer: 50.089 Schiedsrichter: Ben O’Keeffe (Neuseeland) |

- Südafrika eroberte die Mandela Challenge Plate zurück.

| 8. Juli 2023 16:10 AST (UTC−3) | Argentinien                                                             | 12 : 41        | Neuseeland | Estadio Malvinas Argentinas, Mendoza Zuschauer: 40.000 Schiedsrichter: Angus Gardner (Australien) |
| 8. Juli 2023 16:10 AST (UTC−3) | Versuche: Sordoni 51. n.erh. Creevy 80. erh. Erhöhungen: Boffelli (1/2) | (0:31) Bericht | Versuche: Coles 4. n.erh. Savea 8. n.erh. J. Barrett 11. erh. Ioane 28. erh. Smith 38. erh. B. Barrett 56. n.erh. Narawa 75. n.erh. Erhöhungen: McKenzie (3/7) | Estadio Malvinas Argentinas, Mendoza Zuschauer: 40.000 Schiedsrichter: Angus Gardner (Australien) |

- Gonzalo Bertranou absolvierte sein 50. Test Match für Argentinien.

### Zweite Runde
| 15. Juli 2023 19:05 NZST (UTC+12) | Neuseeland | 35 : 20        | Südafrika | Mount Smart Stadium, Auckland Zuschauer: 31.265 Schiedsrichter: Mathieu Raynal (Frankreich) |
| 15. Juli 2023 19:05 NZST (UTC+12) | Versuche: Smith 4. erh. Frizell 14. erh. Jordan 68. erh. Moʻunga 76. n.erh. Erhöhungen: Moʻunga (3/4) Straftritte: Moʻunga (3/3) 9., 37., 59. | (20:3) Bericht | Versuche: Marx 52. erh. Kolbe 61. n.erh. Smith 79. n.erh. Erhöhungen: Kolbe (1/2) Straftritte: de Klerk (1/1) 35. | Mount Smart Stadium, Auckland Zuschauer: 31.265 Schiedsrichter: Mathieu Raynal (Frankreich) |

- Jordie Barrett spielte zum 50. Mal in einem Test Match für Neuseeland
- Neuseeland verteidigte den Freedom Cup.

| 15. Juli 2023 19:45 AEST (UTC+10) | Australien | 31 : 34         | Argentinien | CommBank Stadium, Sydney Zuschauer: 28.000 Schiedsrichter: Jaco Peyper (Südafrika) |
| 15. Juli 2023 19:45 AEST (UTC+10) | Versuche: Ikitau 4. erh. White 52. erh. Kerevi 71. erh. Nawaqanitawase 75. erh. Erhöhungen: Cooper (4/4) Straftritte: Cooper (1/1) 11. | (14:10) Bericht | Versuche: de la Fuente 24. erh. Montoya 45. erh. Carreras 68. erh. González 78. erh. Erhöhungen: Boffelli (4/4) Straftritte: Boffelli (2/3) 20., 59. | CommBank Stadium, Sydney Zuschauer: 28.000 Schiedsrichter: Jaco Peyper (Südafrika) |

- Argentinien errang erstmals die Puma Trophy.
- Zum ersten Mal überhaupt siegte Argentinien zweimal in Folge gegen Australien.

### Dritte Runde
| 29. Juli 2023 15:00 AEST (UTC+10) | Australien                                          | 7 : 38         | Neuseeland | Melbourne Cricket Ground, Melbourne Zuschauer: 83.944 Schiedsrichter: Wayne Barnes (England) |
| 29. Juli 2023 15:00 AEST (UTC+10) | Versuche: Valetini 6. erh. Erhöhungen: Gordon (1/1) | (7:19) Bericht | Versuche: Frizell 2. n.erh. Taylor 33. erh. Jordan 40.+1 erh. Clarke 58. erh. Telea 64. n.erh. Ioane 66. erh. Erhöhungen: Moʻunga (4/6) | Melbourne Cricket Ground, Melbourne Zuschauer: 83.944 Schiedsrichter: Wayne Barnes (England) |

- Neuseeland verteidigte den Bledisloe Cup.

| 29. Juli 2023 17:05 SAST (UTC+2) | Südafrika | 22 : 21        | Argentinien | Ellis Park Stadium, Johannesburg Zuschauer: 45.000 Schiedsrichter: Andrew Brace (Irland) |
| 29. Juli 2023 17:05 SAST (UTC+2) | Versuche: Etzebeth 18. n.erh. de Allende 25. erh. Libbok 68. erh. Erhöhungen: Libbok (2/3) Straftritte: Libbok (1/1) 11. | (15:9) Bericht | Versuche: M. Carreras 74. n.erh. Bertranou 80.+2 erh. Erhöhungen: S. Carreras (1/2) Straftritte: Carreras (3/5) 2., 9., 37. | Ellis Park Stadium, Johannesburg Zuschauer: 45.000 Schiedsrichter: Andrew Brace (Irland) |

## Statistik
|   | Name             | Versuche | Land        |
| - | ---------------- | -------- | ----------- |
| 1 | Kurt-Lee Arendse | 3        | Südafrika   |
| 2 | Mateo Carreras   | 2        | Argentinien |
| 2 | Shannon Frizell  | 2        | Neuseeland  |
| 2 | Rieko Ioane      | 2        | Neuseeland  |
| 2 | Will Jordan      | 2        | Neuseeland  |
| 2 | Aaron Smith      | 2        | Neuseeland  |

|   | Name              | Punkte | Land        |
| - | ----------------- | ------ | ----------- |
| 1 | Richie Moʻunga    | 28     | Neuseeland  |
| 2 | Manie Libbok      | 21     | Südafrika   |
| 3 | Emiliano Boffelli | 16     | Argentinien |
| 4 | Kurt-Lee Arendse  | 15     | Südafrika   |
| 5 | Santiago Carreras | 11     | Argentinien |
| 5 | Quade Cooper      | 11     | Australien  |

Quelle: super.rugby